# Chicago Spire
De Chicago Spire (voorheen bekend als Fordham Spire en 400 North Lake Shore Drive) is een niet-gebouwde wolkenkrabber in de Amerikaanse stad Chicago ontworpen door Santiago Calatrava. Het project werd in 2005 voorgesteld en de bouw van de fundering begon in de zomer van 2007. Het waren de gevolgen van de kredietcrisis van 2007-2008 en de daaropvolgende recessie die het project nekten. De werken werden in 2008 stilgelegd en zijn sindsdien niet heropgestart.

## Geschiedenis
Shelbourne Development bracht op 15 november 2006 een persbericht naar buiten waarin gemeld werd dat de bouw van de Chicago Spire zou aanvangen in juni 2007. Het bedrijf verwierf de plaats voor de toren in juli en verklaarde dat het afgeronde plannen had om verder te gaan met het project. Op 7 december 2006 bracht Shelbourne Development nog een persbericht uit waarin ze verklaarde dat het ontwerp van het gebouw was aangepast. In het ontwerp waren het hotel en de zendantenne vervangen door appartementen.
In 2007 werd begonnen met de bouw, maar een jaar later werd de bouw echter vanwege de financiële crisis weer stopgezet. Tegen het einde van 2010 werden juridische acties ondernomen door de Anglo Irish Bank waarna het gerechtshof de toezicht op het bouwterrein overgedragen heeft aan een curator. Het project is in 2010 geannuleerd.